# Гуджа Юнайтед
ФК „Гуджа Юнайтед“ (на малтийски Gudja United F.C.) е малтийски футболен клуб, базиран в село Гуджа. Основан през 1945 година. Отборът играе в Малтийската Премиер лига.

## Успехи
- Първа дивизия:
  -  Шампион (1): 2018/19[2]

## Български футболисти
- Кирил Александров: 2012/13 (0 мача - 0 гола)